# أنا وملك سيام (فلم)
أنّا وملك سيام (بالإنجليزية: Anna and the King of Siam) هو فيلم دراما صدر في سنة 1946.

## طاقم التمثيل
- ريكس هاريسون

### ترشيحات وجوائز
| السنة | الحدث  | الفئة                   | النتيجة |
| ----- | ------ | ----------------------- | ------- |
|       | أوسكار | أفضل تصوير سينماتوغرافي | فوز     |
|       | أوسكار | أفضل إخراج فني          | فوز     |

## وصلات خارجية
- مقالات تستعمل روابط فنية بلا صلة مع ويكي بيانات

1. ↑  "معلومات عن أنا وملك سيام (فيلم) على موقع moviepilot.de". moviepilot.de. مؤرشف من الأصل في 2013-11-28.
2. ↑  "معلومات عن أنا وملك سيام (فيلم) على موقع elfilm.com". elfilm.com. مؤرشف من الأصل في 2017-07-16.
3. ↑  "معلومات عن أنا وملك سيام (فيلم) على موقع moviemeter.nl". moviemeter.nl. مؤرشف من الأصل في 2013-07-09.